# Wallace et Gromit : Le Mystère du lapin-garou
Série
Wallace et Gromit : La Palme de la vengeance
(2024)
Pour plus de détails, voir Fiche technique et Distribution.
Wallace et Gromit : Le Mystère du lapin-garou (Wallace & Gromit: The Curse of the Were-Rabbit) est un film américano-britannique d'animation à base de pâte à modeler réalisé par Nick Park et Steve Box, sorti en 2005. Créé à Bristol dans les studios Aardman Animations, il est le quatrième film mettant en scène Wallace et Gromit, après Rasé de près (1995) et le premier long métrage après trois moyens métrages.
Le film a demandé cinq ans de travail avec plus de cent animateurs[réf. souhaitée], dû au processus d'animation en volume qui est employé.
Wallace et Gromit : Le Mystère du lapin-garou est une parodie des classiques du cinéma de monstres et des films de la Hammer. Il fait également partie de la série Wallace et Gromit, créée par Park. Le film suit Wallace et Gromit, un inventeur bon enfant et excentrique, amateur de fromage, et son chien muet et intelligent dans leur dernière entreprise de lutte contre les parasites, alors qu'ils viennent au secours d'un village infesté de lapins avant un concours annuel de légumes.
Des personnages viennent s'ajouter à celui des précédents courts métrages de Wallace et Gromit, avec une distribution vocale comprenant notamment Helena Bonham Carter ou Ralph Fiennes. Le film est un succès critique et commercial, et remporte un grand nombre de prix, dont l'Oscar du meilleur film d'animation, ce qui en fait le deuxième film de DreamWorks Animation à le remporter (après Shrek), ainsi que le deuxième film d'animation non américain et le deuxième film d'animation non réalisé par ordinateur à avoir reçu cette distinction (après Le Voyage de Chihiro).

## Synopsis

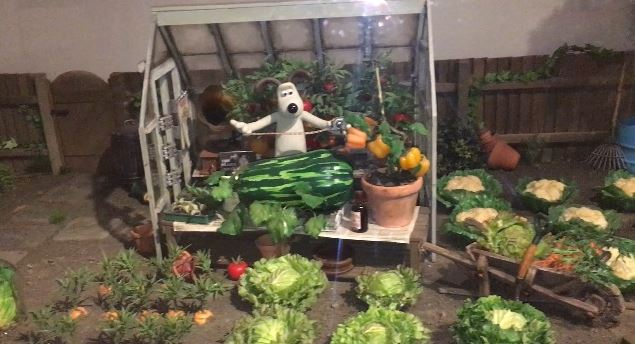
Décor original de la scène où le chien Gromit mesure sa courge géante.

L'inventeur Wallace et son chien Gromit gèrent ensemble une société de protection, Anti-Pesto, et s'emploient à protéger les potagers des habitants de leur ville avec divers pièges non mortels. En effet, les lapins pullulent dans les environs et sont pourchassés la nuit par les deux compères. Les animaux capturés sont stockés dans des clapiers situés dans la cave de la maison de Wallace et nourris chaque matin par Gromit, qui leur donne des carottes à manger.
La date du Concours annuel du plus gros légume approche à Tottington Hall. La tension monte parmi les habitants, férus de culture maraichère, pour remporter le trophée en forme de carotte d'or. Gromit cultive à cette fin, dans la serre de son jardin, une immense courge qu'il bichonne et quʼil espère présenter lui aussi au concours.
Wallace reçoit un appel de Lady Tottington, aristocrate de son état, habitant sur les hauteurs de la ville. Elle est l'organisatrice de la fête du village et se retrouve victime dʼune invasion de lapins sur les prairies bordant son château. Wallace récupère aisément tous les rongeurs à lʼaide dʼun aspirateur géant, sans leur avoir fait le moindre mal, ce qui plaît particulièrement à Lady Tottington. Il les maintient en captivité dans sa cave comme tous les autres animaux capturés les jours précédents.
Plus tard, en pleine nuit, alors que la Lune brille dans les cieux, Wallace s'attelle à finir une machine de son invention visant à influencer les ondes du cerveau à lʼaide de messages subliminaux. Il espère ainsi résoudre à la fois son problème de surpoids lié à sa boulimie de fromage et à influencer les lapins à ne plus sʼintéresser aux légumes, afin d'ensuite les relâcher dans la nature sans risque pour le concours. Un faux mouvement de Wallace pendant lʼutilisation de la machine amène à ce que son cerveau entre en contact direct avec celui d'un lapin. Il se rend compte que cet animal, quʼil baptise Jeannot, semble avoir perdu le goût pour les légumes, et malgré l'incident, il déclare le test concluant.
La ville est soudainement terrorisée ce même soir par un lapin géant, dit « lapin-garou », qui fait un carnage dans les potagers de plusieurs habitants. Les habitants se réunissent dans l'église du village, dévastée la nuit passée par l'être monstrueux. Tous sont effrayés et en colère contre Anti-Pesto, qui était censé les protéger.
Un gentleman adepte de la chasse et courtisan de Lady Tottington, Victor Quatremains, arrive devant l'église. Accompagné de son chien Philip, il se propose de tuer le lapin-garou avec son fusil. Horrifiée à lʼidée dʼabattre une créature sans défense, Lady Tottington parvient à convaincre l’assemblée dʼaccorder une seconde chance à Anti-Pesto pour que le lapin-garou soit capturé et qu'il garde la vie sauve.
Pour espérer attraper le lapin garou, Wallace utilise comme appât une marionnette géante de lapine quʼil promène sur le toit de sa camionnette à travers la ville, Gromit se chargeant dʼactionner la marionnette par un système de cordes et de poulies. Après que la grosse peluche ait été emportée à la suite du passage sous un pont, Wallace sort pour la récupérer. Gromit, resté seul à bord, voit alors la silhouette du lapin-garou aux abords du véhicule et il se lance à sa poursuite avant d'arriver à l'attraper avec un lasso intégré à la camionnette. Mais la traction de l'immense animale est trop forte, et Gromit plonge à sa suite dans un tunnel creusé dans la terre, qui débouche cependant sur le jardin de Wallace. Gromit découvre de grandes traces de boue en forme de pattes de lapin géant, qui semblent mener à la cave de la maison. 
Suivi par Wallace, pourtant débordé d'appels des habitants furieux à la suite d'une nouvelle nuit de carnage, ils observent les lapins de la cave pris de panique. Ils suspectent que Jeannot, qui a défoncé sa cage, puisse être le lapin-garou qui se transforme la nuit venue. Gromit lʼenferme dans une cage plus solide, tandis que Wallace se rend chez Lady Tottington pour lui annoncer que le lapin-garou a été mis hors dʼétat de nuire.
Gromit découvre alors que les traces de boue du lapin-garou ne mènent pas à leur cave, comme il l'a cru au départ, mais à la chambre de Wallace. Son lit est rempli de restes des légumes du carnage de la dernière nuit. Le chien comprend alors que le lapin-garou nʼest autre que son maître et fonce chez Lady Tottington pour le récupérer. Sur le chemin du retour, Victor, qui est jaloux de lʼintérêt visible de Lady Tottington envers Wallace, arrête celui-ci dans une forêt et entreprend de le défier en pugilat. Comme la pleine Lune se lève à ce moment précis, Wallace se transforme en lapin-garou et neutralise Victor sans aucune difficulté, avant de s'enfuir à travers la forêt.
Victor se rend chez le prêtre du village pour chercher un moyen de découvrir les faiblesses des lapins-garous. L'homme d'église lui enseigne grâce à un vieux grimoire qu'ils ne peuvent être tués qu'avec des balles en or. Ces munitions étant très rares, le prêtre ne peut lui en fournir que trois.

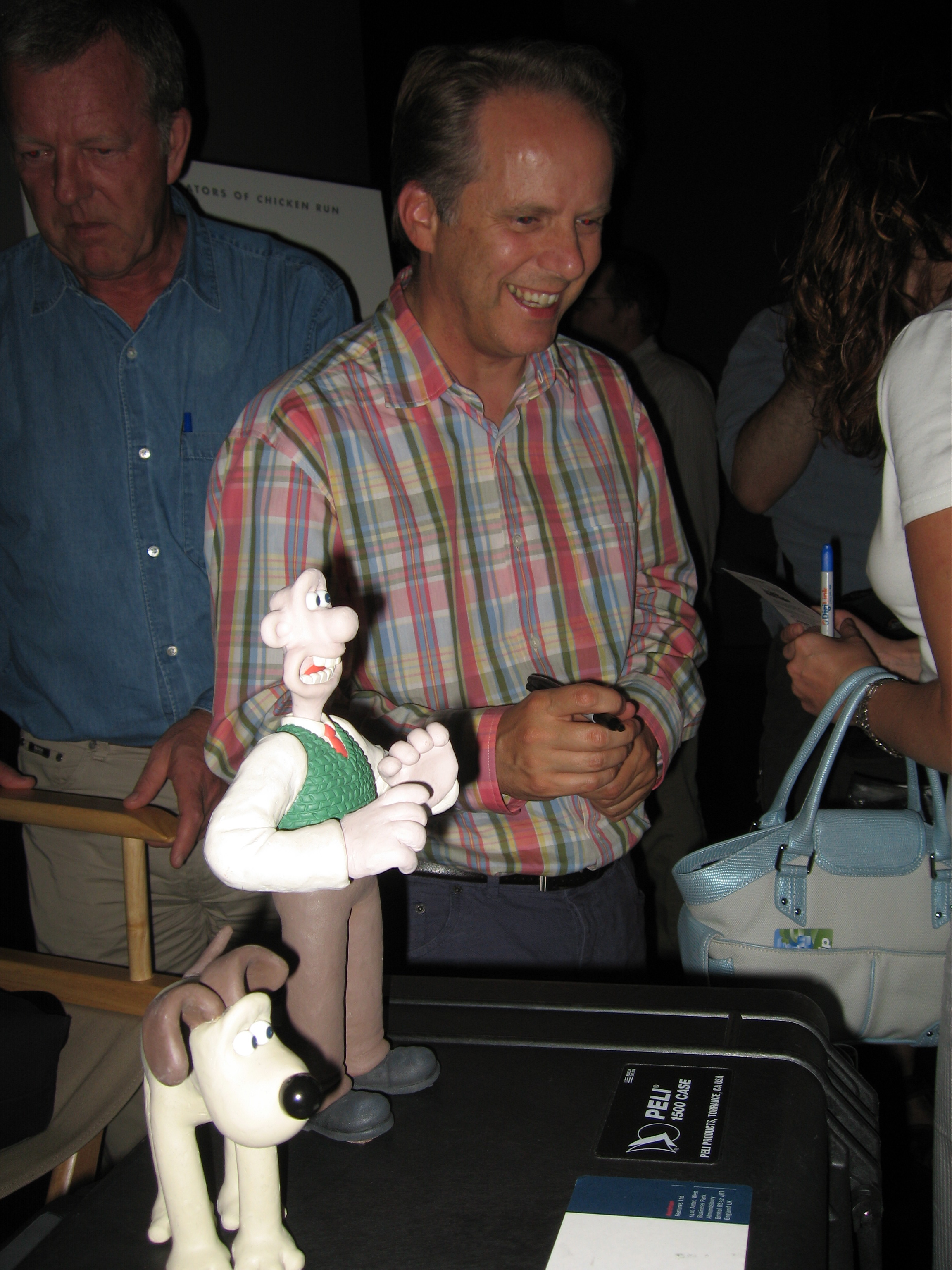
Nick Park avec ses personnages : l'inventeur Wallace et le chien Gromit.

Après cette troisième nuit où le lapin-garou a sévi, Gromit tente dʼexpliquer par signes, au matin, sa découverte à Wallace. Ce dernier nʼa quant à lui aucun souvenir de la nuit écoulée, se retrouvant pourtant affublé d'imposantes oreilles de lapin. Toujours persuadé que le lapin-garou puisse être Jeannot, Wallace inspecte sa cage et il se rend compte que celui-ci a adopté un comportement étrange : il est capable de parler, affectionne le fromage et a adopté le style vestimentaire de cardigan et de pantoufles de Wallace. Placé devant le fait accompli, l'inventeur comprend finalement que ses propres capacités intellectuelles ont beaucoup diminué, car il n'est même plus capable de bricoler et qu'il est devenu inexorablement attiré par les légumes.
Lady Tottington vient sonner à la porte et annoncer à Wallace qu'elle sʼest résolue, à contrecœur, de donner l'autorisation à Victor d'abattre le lapin-garou afin de préserver la tenue du concours et de la fête le soir-même. Lorsquʼelle lui révèle quʼelle commence à développer des sentiments pour lui, Wallace abrège brutalement la conversation, car commençant à se transformer. Lady Tottington, qui pense être rejetée avec grossièreté par Wallace, part en pleurant.
Devenu lapin-garou, Wallace est pris en chasse par Victor qui guettait près de sa maison. Gromit entreprend de le sauver et utilise la marionnette de lapine géante comme tentation pour éloigner Wallace des lieux. Victor, ayant réussi à pénétrer dans la maison de Wallace en enfonçant la porte d'entrée, ressort par l'arrière de la maison et tire sur le lapin-garou qui bondissait par dessus les clôtures des jardins des maisons voisines, la détonation du coup de feu résonnant assez loin pour signifier à la population que la menace a bel et bien été abattu et que la fête du village allait pouvoir commencer. 
Victor s'avance avec fierté vers ce qu'il pense être son trophée et l'empoigne, mais constate avec fureur qu'il s'agissait de la peluche géante. Il emprisonne Gromit dans une cage Anti-Pesto, avant de partir avec Philip à la fête continuer sa traque. Par les systèmes de détection aux alentours, Gromit réussit à déclencher l'alerte pour permettre aux machines de préparation de ramener Jeannot, qui était dans une chambre encore éveillé, dans la camionnette. Celui-ci fait par erreur marche arrière, défonçant le mur par derrière et ouvrant la cage de Gromit.
Les nombreux légumes volumineux qui sont stockés près du château sont pourtant une tentation irrépressible pour Wallace transformé, appât sur lequel compte évidemment Victor. Mais alors que ce dernier a dans sa ligne de mire le lapin-garou qui fonce sous terre vers l'estrade, l'animal est dévié par Gromit, qui a attaché sa courge derrière la voiture conduite par Jeannot, mais qui finit par s'encastrer dans une tente, détruisant la courge. Pendant ce temps, Victor, ayant gâché sa dernière balle en or par un tir manqué, décide, dʼutiliser le trophée-carotte comme munition de la dernière chance, malgré la vive opposition de Lady Tottington.
Le lapin-garou surgit alors devant lui et kidnappe l'aristocrate puis, acculé par les habitants en colère, grimpe sur le toit du château et l'emmène dans la serre. La châtelaine comprend alors au regard et aux mimiques du lapin-garou que celui-ci est Wallace. Lorsque Victor sʼinterpose pour le mettre à mort, Lady Tottington refuse que le lapin-garou soit exécuté. Le chasseur, vexé, fait alors un lapsus qui permet à Lady Tottington de comprendre qu'il savait qui était le lapin-garou et quʼil a tu sa découverte pour se débarrasser dʼun rival amoureux. Elle neutralise Victor pour laisser à Wallace la possibilité de sʼenfuir.
Pendant ce temps, Gromit lutte avec Phillip, le chien de Victor. Les deux chiens se livrent à un combat dans les airs à bord de petits avions manèges. Victor parvient à mettre en joue le lapin-garou réfugié au sommet d'une tour de Tottington Hall. Gromit, ayant réussi à se débarrasser de Phillip, se dirige en direction de Wallace pour sʼinterposer face à la munition-carotte tirée par Victor. Lʼavion manque ensuite de sʼécraser et Wallace saute dans le vide pour amortir la chute de Gromit. Le chien est sauvé, mais le lapin-garou atterrit brutalement dans la tente où la propre voiture s'était encastrée précédemment. Victor jubile, mais Lady Tottington lʼassomme brutalement, lui annonçant la fin de leur relation. Victor atterrit au même endroit que les deux autres.
Sentant les villageois irascibles approcher de la tente, Gromit place Victor dans le costume de la marionnette qui était dans la voiture avant de le livrer à la foule en furie, qui le poursuit avec des fourches et des lances, ainsi qu'à Philip, qui n'a pas reconnu son maître.
Wallace a entretemps retrouvé sa forme humaine, mais Gromit et Lady Tottington le croient mort. Gromit parvient cependant à le ranimer en lui faisant sentir un morceau de fromage; Lady Tottington retrouve au sol la carotte dorée cabossée, quʼelle octroie à Gromit pour son courage et sa courge. Elle remercie également Wallace de lʼavoir délivrée dʼun horrible mariage avec Victor.
Lady Tottington décide alors de transformer son jardin en sanctuaire, où Jeannot et tous les lapins pourront vivre heureux et en paix.

## Fiche technique
- Titre original : Wallace & Gromit: The Curse of the Were-Rabbit
- Titre français et québécois : Wallace et Gromit : Le Mystère du lapin-garou
- Réalisation : Nick Park et Steve Box
- Scénario : Nick Park, Bob Baker, Mark Burton et Steve Box d'après les personnages créés par Nick Park
- Musique : Julian Nott (additionnel : James Michael Dooley, Rupert Gregson-Williams, Lorne Balfe et Alastair King)
- Montage : David McCormick, Gregory Perler
- Photographie : Dave Alex Riddett, Tristan Oliver
- Décors : Phil Lewis
- Effets visuels : Loyd Price
- Direction artistique : Alastair Green, Sarah Hauldren, Matt Perry
- Production exécutive : Jeffrey Katzenberg
- Sociétés de production : Aardman Animations et DreamWorks Animation
- Pays de production :  Royaume-Uni,  États-Unis
- Langue originale : anglais
- Budget : 30 000 000 $[1]
- Format : couleur — 1,85:1
- Dates de sortie :
  - Australie : 4 septembre 2005 (Sydney) ; 15 septembre 2005 (sortie nationale)
  - Canada : 16 septembre 2005 (Festival de Toronto) ; 7 octobre 2005 (sortie nationale)
  - Royaume-Uni : 2 octobre 2005 (Londres) ; 14 octobre 2005 (sortie nationale)
  - États-Unis : 5 octobre 2005 (Los Angeles et New York) ; 7 octobre 2005 (sortie nationale)
  - France : 8 octobre 2005 (Festival de Dinard) ; 12 octobre 2005 (sortie nationale)
  - Suisse : 12 octobre 2005 (Suisse romande) ; 13 octobre 2005 (Suisse alémanique) ; 3 mars 2006 (Suisse italienne)
  - Belgique : 19 octobre 2005

## Distribution

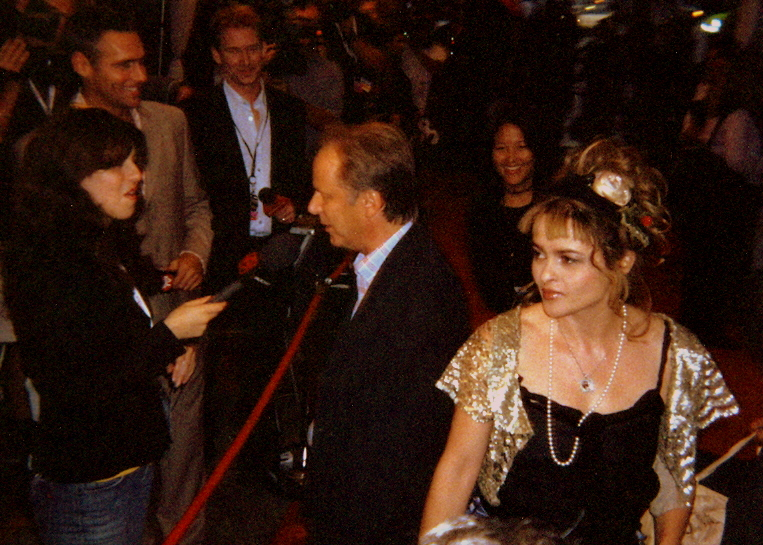
Nick Park et Helena Bonham Carter lors de la présentation du film au Festival de Toronto en 2005.

- Peter Sallis (VF : Jean-Loup Horwitz) : Wallace et Hutch (Jeannot en version française)
- Helena Bonham Carter (VF : Jeanne Savary) : Lady Tottington
- Ralph Fiennes (VF : Philippe Catoire) : Lord Victor Quatremains
- Geraldine McEwan (VF : Frédérique Cantrel) : Miss Thripp
- Peter Kay (VF : Patrick Messe) : PC Mackintosh
- Nicholas Smith (en) : le révérend Hedges
- Liz Smith (VF : Mireille Delcroix) : madame Mulch (madame Pioche en version française)
- Edward Kelsey : monsieur Growbag
- Peter Atkin : monsieur Crock
- Robert Horvath : monsieur Dibber
- Noni Lewis : monsieur Girdling
- Vincent Ebrahim : monsieur Caliche
- John Thomson (en) : monsieur Windfall
- Mark Gatiss : miss Blight
- Dicken Ashworth (VF : Jo Doumerg) : monsieur Mulch
- Philippe Sollier : voix additionnelles

Version française
Studio de doublage : Dubbing Brothers
Direction artistique : Patrick Floersheim
Adaptation : Jean Pierre Carasso & Juliette Caron
Source des voix françaises : Voxofilm

## Accueil

### Box-office
- France : 2 210 865 entrées

## Récompenses
- 2006 : Oscar du meilleur film d'animation
- 2005 : Prix Animé TVA au Festival du cinéma international en Abitibi-Témiscamingue

## Inspiration
Ce film parodie des classiques du cinéma fantastique et d'horreur ainsi que leurs figures : le loup-garou, le savant fou ou encore King Kong.
Autres clins d’œil cinématographiques, à 1heure05 lors de la fête, le déplacement du lapin sous terre fait référence au ver du film Dune. Une référence aussi au film de James Cameron Aliens, le retour, quand le lapin-garou tient Lady Tottington sous son bras, une voix de femme dans la foule à 1h06 57 crie « Lâche la, sale pute », référence à ce que dit Ripley lorsque Newt se fait enlever par un Xénomorphe et qu'elle voudra aller la chercher, quand la Reine veut s'en prendre à la petite fille.